# Stitching
El stitching o foto stitching es el proceso por el cual se combinan múltiples imágenes para producir una imagen panorámica o una imagen de alta resolución, normalmente mediante un programa de ordenador.

## Fases
1. Calibración de imagen (corrección de perspectiva, corrección de viñeteado y corrección de la aberración cromática).
2. Transformación de imagen (análisis, rotación, y distancia focal).
3. Mezcla de imágenes; combinando las diferentes imágenes, lo que puede incluir:
  1. Corrección de color: hacer coincidir las áreas adyacentes procedentes de imágenes distintas en color, contraste y brillo.
  2. High dynamic range.
  3. Compensación de movimiento, en caso de que aparezcan objetos que se mueven.
  4. Apilamiento de enfoque: múltiples imágenes con menores profundidades de campo que se pueden combinar para crear una imagen individual que muestra una profundidad de campo más amplia

A veces, no se realizan todas estas tareas, lo que puede dar lugar a defectos visibles en la imagen resultante.
- Datos: Q1364242
- Multimedia: Stitching / Q1364242